# Hr.Ms. Ciska (1938)
De Hr.Ms. Ciska (HMV 16) was een Nederlandse hulpmijnenveger. Het schip werd als sleepboot gebouwd door de scheepswerf Jonker & Stans uit Hendrik-Ido-Ambacht. De Ciska werd in 1939 gevorderd en in dienst genomen als boeienschip. Later dat jaar werd het schip omgebouwd tot mijnenveger en als hulpmijnenveger op 18 oktober 1939 in dienst genomen. Omdat er geen mogelijkheid was voor het schip om uit te wijken naar geallieerde havens werd het schip door de eigen bemanning, te Soerabaja tot zinken gebracht.
Na de val van Nederlands-Indië werd het schip door de Japanse bezetter gelicht en in dienst genomen als sleepboot. Na de Tweede Wereldoorlog werd de Ciska zwaar beschadigd teruggevonden. Na te zijn hersteld is het schip teruggegeven aan de eigenaar.